# تشارلي بيلي (لاعب كرة قدم)
تشارلي بيلي (بالإنجليزية: Charlie Bailey)‏ هو لاعب كرة قدم بريطاني في مركز الوسط، ولد في 12 يونيو 1997 في لانكستر في المملكة المتحدة. لعب مع نادي موركامب.

## وصلات خارجية
- تشارلي بيلي (لاعب كرة قدم) على موقع قاعدة بيانات كرة القدم.إي يو (الإنجليزية)
- تشارلي بيلي (لاعب كرة قدم) على موقع Soccerway.com (الإنجليزية)